# IC 1779
IC 1779 је елиптична галаксија у сазвјежђу Рибе која се налази на листи објеката дубоког неба у Индекс каталогу.
Деклинација објекта је + 3° 42' 23" а ректасцензија 2h 6m 25,9s. Привидна величина (магнитуда) објекта IC 1779 износи 13,8 а фотографска магнитуда 14,8. IC 1779 је још познат и под ознакама CGCG 387-35, NPM1G +03.0072, PGC 8039.